# Jon Spaihts
Jon Spaihts est un scénariste américain.

## Biographie

### Vie privée
Depuis 2011, il est marié à l'actrice Johanna Watts.

## Filmographie
- 2011 : The Darkest Hour de Chris Gorak
- 2012 : Prometheus de Ridley Scott
- 2016 : Doctor Strange de Scott Derrickson
- 2016 : Passengers de Morten Tyldum
- 2017 : La Momie (The Mummy) d'Alex Kurtzman
- 2021 : Dune : Première partie de Denis Villeneuve
- 2024 : Dune : Deuxième partie de Denis Villeneuve
- 2025 : Minecraft de Jared Hess (producteur)

## Distinction

### Nomination
- Oscars 2022 : Meilleur scénario adapté pour Dune